# Ëlva
La Ëlva (in russo Ёлва?) è un fiume della Russia europea nord-orientale (Repubblica dei Comi), affluente destro del Vym' nel bacino della Dvina Settentrionale.
Ha origine sul margine meridionale della catena dei monti Timani in una zona paludosa. Prima scorre verso nord, poi curva a est, a sud-est e infine gira a sud; sfocia nel Vym' a nord del villaggio di Vesliana e della foce della Vesljana. Ha una lunghezza di 255 km, il suo bacino è di 3 440 km².